# Офіційні візити Президента Леоніда Кравчука 1994
Список офіційних закордонних візитів та робочих поїздок в межах України, здійснених 1-м Президентом України Леонідом Кравчуком у 1994 році. Кольором виділено закордонні візити.

## Січень
| Дата     | Країна чи область України | Місце     | Деталі |
| -------- | ------------------------- | --------- | --- |
| 12 січня | Київська область          | Бориспіль | Проведено переговори та спільну пресконференцію з президентом США Білом Клінтоном в Бориспільському аеропорту. |
| 14 січня | Росія                     | Москва    | Тристороння зустріч між президентами Росії — Борисом Єльциним, США — Білом Клінтоном та України — Леонідом Кравчукум щодо питань співпраці в галузі ядерної зброї. Наслідком стала спільна заява про вивезення з території України ядерної зброї та компенсації за це від Російської Федерації, чим зафіксовано міжнародні зобов'язання України щодо без'ядерного статусу. |

## Березень
| Дата                  | Країна чи область України | Місце     | Деталі |
| --------------------- | ------------------------- | --------- | --- |
| 3 березня — 5 березня | США                       | Вашингтон | Зустріч з президентом США Білом Клінтоном; підписано домовленість про розвиток дружби та співробітництва між країнами. |